# Vaajärvi (sjö, lat 66,35, long 24,83)
Vaajärvi är en sjö i Finland. Den ligger i kommunen Rovaniemi i landskapet Lappland, i den norra delen av landet, 700 km norr om huvudstaden Helsingfors. Vaajärvi ligger 130,5 meter över havet. Arean är 2,42 kvadratkilometer och strandlinjen är 9,21 kilometer lång. Sjön  ingår i Kemi älvs huvudavrinningsområde.   
I övrigt finns följande i Vaajärvi:
- Pottusaari (en ö)
- Kalliosaari (en ö)
- Luhtasaari (en ö)
- Kenttäsaari (en ö)